# Carpineto
Carpineto (en idioma corso Carpinetu) es una comuna y población de Francia, en la región de Córcega, departamento de Alta Córcega.
Su población en el censo de 2008 era de 26 habitantes.

## Demografía
| 51 | 71 | 36 | 29 | 15 | 11 |
| Para los censos de 1962 a 1999 la población legal corresponde a la población sin duplicidades (Fuente: INSEE [Consultar]) |    |    |    |    |    |